# Slimme materialen
Slimme materialen (Engels: smart materials, de Nederlandstalige term wordt eigenlijk niet gebruikt) is een term die binnen de materiaalkunde gebruikt wordt als verzamelnaam voor de klasse van materialen die grote veranderingen in hun vorm kunnen ondergaan door externe invloeden. Deze invloeden kunnen zich voordoen in de vorm van belasting, temperatuur, vochtigheid, zuurgraad (pH), elektrische of magnetische velden. 
In tegenstelling tot bij materialen in "gewone" toepassingen, is de vormverandering bij slimme materialen juist gewenst. De vormverandering vindt plaats op het moment dat het materiaal zich al in zijn toepassing bevindt. Afhankelijk van het soort slim materiaal is het proces reversibel (omkeerbaar) of irreversibel.
Enkele voorbeelden van slimme materialen:
- Piëzo-elektrische materialen of piëzokristallen, bijvoorbeeld gebruikt als spuitmondjes in printers
- Geheugenmetaal, bijvoorbeeld gebruikt voor het rechttrekken van de ruggenwervel
- ER/MR vloeistoffen
- Geleidende polymeren
- Kleurveranderende materialen
- Licht emitterende materialen